# Anga
Anga fou un regne de l'Índia a la històrica Bengala, citat al Mahabharata, que correspon als moderns districtes de Munger (abans Monghyr), Bhagalpur i Purnia, a l'oest del riu Mahananda, a Bihar. A l'oest del regne d'Anga hi vivien els maghades i més a l'oest els vatses (vatsa); el poble maghada era comparativament pobre i poc desenvolupat. Segons el Mahabharata, el regne d'Anga va annexionar Maghada (capital Rajagriha) després d'una guerra i potser també als vatses, i va arribar fins a la frontera del regne de Matsya (a l'actual Rajasthan). Aquesta victòria no va durar molt de temps i al segle vi aC el príncep de Maghada Bimbisara, va matar Brahmadatta, el darrer rei independent d'Anga i va ocupar la seva capital Txampa que va esdevenir la seva nova capital, com a virrei del seu pare el rei de Maghada. La zona del regne d'Anga va originar la dinastia Pala al segle ix.

## Referència
1. ↑  Wilson Hunter, Sir William; Sutherland Cotton, James; Sir Richard Burn, Sir William Stevenson Meyer. Great Britain India Office. The Imperial Gazetteer of India (en anglès).  Oxford: Clarendon Press, 1908.